# 133a Divisió Cuirassada "Littorio"
La Divisió blindada Littorio va ser una de les grans unitats blindades del Regio Esercito italià durant la Segona Guerra Mundial i va actuar com 4a Divisió Littorio prèviament en el Corpo Truppe Volontarie durant la guerra civil espanyola. El nom de la divisió deriva dels fasces (italià: Fascio littorio) portats pels lictors de l'antiga Roma, que Benito Mussolini havia adoptat com a símbol del poder estatal del règim feixista. Enviada al nord d'Àfrica el gener de 1942 per a la Campanya del Desert Occidental, la divisió va ser destruïda a la Segona batalla d'El Alamein el novembre de 1942.

## Història
La 133a Divisió Blindada "Littorio" es va formar el 6 de novembre de 1939 a Parma mitjançant la reorganització de parts de la 4a Divisió d'Infanteria "Littorio", que havia estat formada per "voluntaris" de l'exèrcit regular. " i va participar en la Guerra Civil Espanyola. El Littorio va ser la tercera divisió blindada italiana, després de la 131a Divisió Blindada "Centauro" i la 132a Divisió Blindada "Ariete". Inicialment, el Littorio va desplegar quatre batallons de tanquetes, tres batallons Bersaglieri i dos grups d'artilleria motoritzats. Els batallons de tancs del Littorio estaven equipats amb tanquetes L3/35, que en aquell moment ja estaven obsoletes i no adequades per a la guerra moderna.

#### Invasió de França
La seva primera acció de combat va tenir lloc al front dels Alps en la lluita contra França. El 10 de juny de 1940 Itàlia va entrar a la Segona Guerra Mundial i va començar a envair França. El Littorio i la 101a Divisió Motoritzada "Trieste" van ser enviats a la Vall d'Aosta per explotar un avenç previst. al Coll del Petit Sant Bernat, que havia d'aconseguir la 1a Divisió Alpina "Taurinense" al flanc esquerre i la 2a Divisió Alpina "Tridentina" al costat dret, amb el Trieste prenent la mateixa passada. Després que els atacs inicials havien fracassat, un batalló de tancs del 33è Regiment d'Infanteria de Tancs va ser enviat endavant el 24 de juny de 1940, però les tanquetes italianes es van empantanar en el terreny accidentat i nevat. Els artillers antitanc francesos van destruir llavors una sèrie de tanquetes italianes i el batalló es va retirar. El mateix dia va entrar en vigor l'armistici franco-italià i va acabar la guerra.
Posteriorment és desplaçada als Balcans per la Invasió de Iugoslàvia, en la qual pren part juntament amb algunes altres unitats italianes.
En 1941 és enviada al nord d'Àfrica, on finalitzarà el seu historial de combat. Se li substitueix el 33è Regiment blindat amb el 133è Regiment blindat. Enquadrada en el XX Cos d'Exèrcit italià, participa en els combats contra els aliats, especialment en la Primera Batalla d'El Alamein, així com en la Segona Batalla d'El Alamein. En el curs d'aquesta última batalla, la Divisió queda completament destruïda, sent dissolta al novembre de 1942, per no tornar ja a ser creada.
Mai ha estat reconstruïda com a gran unitat militar pel modern Exèrcit italià, per la raó que el seu nom estava estretament unit al feixisme (el fascio littorio, en l'honor del qual rep el nom, era un dels símbols feixistes per excel·lència).

## Regiments
Han format part de la Divisió Blindada Littorio els següents regiments:
- 12è de Bersaglieri, reconstituït en 1992
- 33è Blindat, reconstituït en 1993 i dissolt en el 2000.
- 133è Blindat, reconstituït en 1992 i dissolt en 1995.
- 133è Regiment d'Artilleria Littorio no reconstituït.